# Eva Rickard
Tuaiwa Hautai Kereopa " Eva " Rickard, née le 19 avril 1925 et morte le 6 décembre 1997, est une militante et activiste néo-zélandaise. Elle milite pour les droits fonciers maoris et pour les droits des femmes au sein du monde maori.

## Biographie
Tuaiwa Hautai " Eva " Rickard est née Kereopa à Raglan le 19 avril 1925 et fait partie du peuple Waikato Tainui. Elle est la 8e d'une famille de 15 enfants. Sa mère s'appelle Riria Rāpana et son père, Honehone Kereopa. Elle fréquente l'école primaire de Ranglan, gérée par des blancs (Pakehas) où il est interdit de parler en langue maori. Là, on lui donne le prénom anglais Eva, qu'elle considère comme un nom d'esclave. Au lycée de la même ville, elle étudie le latin, le français, et la sténodactylographie et la comptabilité en plus de son cursus. En 1942, elle est obligée d'arrêter l'école pour se consacrer à l'effort de guerre et s'engage au sein de la Women's Auxiliary Army Corps (en) (WAACs), la branche féminine de l'armée néo-zélandaise pendant la Seconde Guerre mondiale. Bien qu'elle soit qualifiée pour faire du secrétariat, on l'envoie dans une usine de munition près de Ngāruawāhia (en). Après la guerre, en 1945, Eva s'engage à la poste de Raglan où elle rencontre Tex Rickard qui devient son mari en 1947. Ensemble, ils ont neuf enfants (l'un d'eux meurt à la naissance) et en adoptent plusieurs selon le principe de l'adoption coutumière Whangai. Plus tard, elle décide de reprendre son nom de naissance, Kereopa. L'une de ses filles, Angeline Greensill suite ses traces dans la lutte pour la souveraineté maorie.

### Campagnes pour les droits fonciers maoris
En septembre 1941, pendant la Seconde Guerre mondiale, le gouvernement néo-zélandais réquisitionne des terres aux propriétaires indigènes maoris dans le but de construire un aérodrome militaire à Raglan. Ces terres sont sacrées et servent de cimetière aux maoris. Après la guerre, la terre n'est pas rendue aux peuples Tainui Awhiro, elle est transformée en terrain de golf public de Raglan en 1969.
Tout au long des années 1970, Rickard fait campagne pour sensibiliser le public aux droits fonciers maoris. Elle se bat pendant des années pour que les terres ancestrales le long du port de Raglan soient rendues aux tribus locales et que le mana (pouvoir, efficacité) et la culture maoris soient reconnus. En 1978, lors d'une action de désobéissance civile, elle est arrêtée pour intrusion avec 19 autres manifestants maoris sur le parcours de golf de Raglan. Cet incident est filmé par la télévision néo-zélandaise, les manifestants passent devant le tribunal et remportent leur procès en 1984. Une partie de la terre est rendue aux indigènes en 1988. Après la restitution de la terre, l'endroit est devenu une ferme, un centre de formation professionnelle et d'emploi, ainsi qu'un centre d'intérêt pour le mouvement de souveraineté maori. En aout 2022, la totalité des terres utilisées pour l'aérodrome ont été restituées par le conseil du district du Waikato. Cette protestation et d'autres à Bastion Point (en) dans la ville d'Orakei ont aidé à faire changer les lois en faveur des indigènes. Eva Rickard reste active pour la cause maorie : en février 1984, elle organise une marche de 2000 personnes vers Waitangi demandant la fin des célébrations de Waitangi Day tant que les réclamations concernant les traités ne sont pas réglées.

### Engagement politique
Rickard s'engage en politique et rejoint le parti Mana Motuhake (en). Elle échoue à se faire élire et décide de quitter le parti lorsque ce dernier décide de rejoindre l'Alliance (une large coalition de gauche). En 1993, Rickard fonde le mouvement Mana Māori (en), le plus grand parti politique entièrement maori. Le parti prend part aux Élections législatives néo-zélandaises de 2002 mais n'obtient que 0,25% et ce dernier est suspendu en 2005.

### Défense des droits des femmes au sein du monde Maori
Rickard est également une ardente défenseuse des droits des femmes au sein du monde Maori et a encouragé d'autres militantes à ignorer le protocole traditionnel maori en appelant les femmes maories à prendre la parole lors des rassemblements officiels maoris, y compris sur le marae. Lors de ses funérailles (tangi), en 1997, des hommes ont essayé d'empêcher l'activiste maorie Annette Sykes de parler. Annette Sykes s'est levée et a publiquement défié les hommes de reconnaître le mana des femmes maories.